# 615型潛艇

615型潛艇

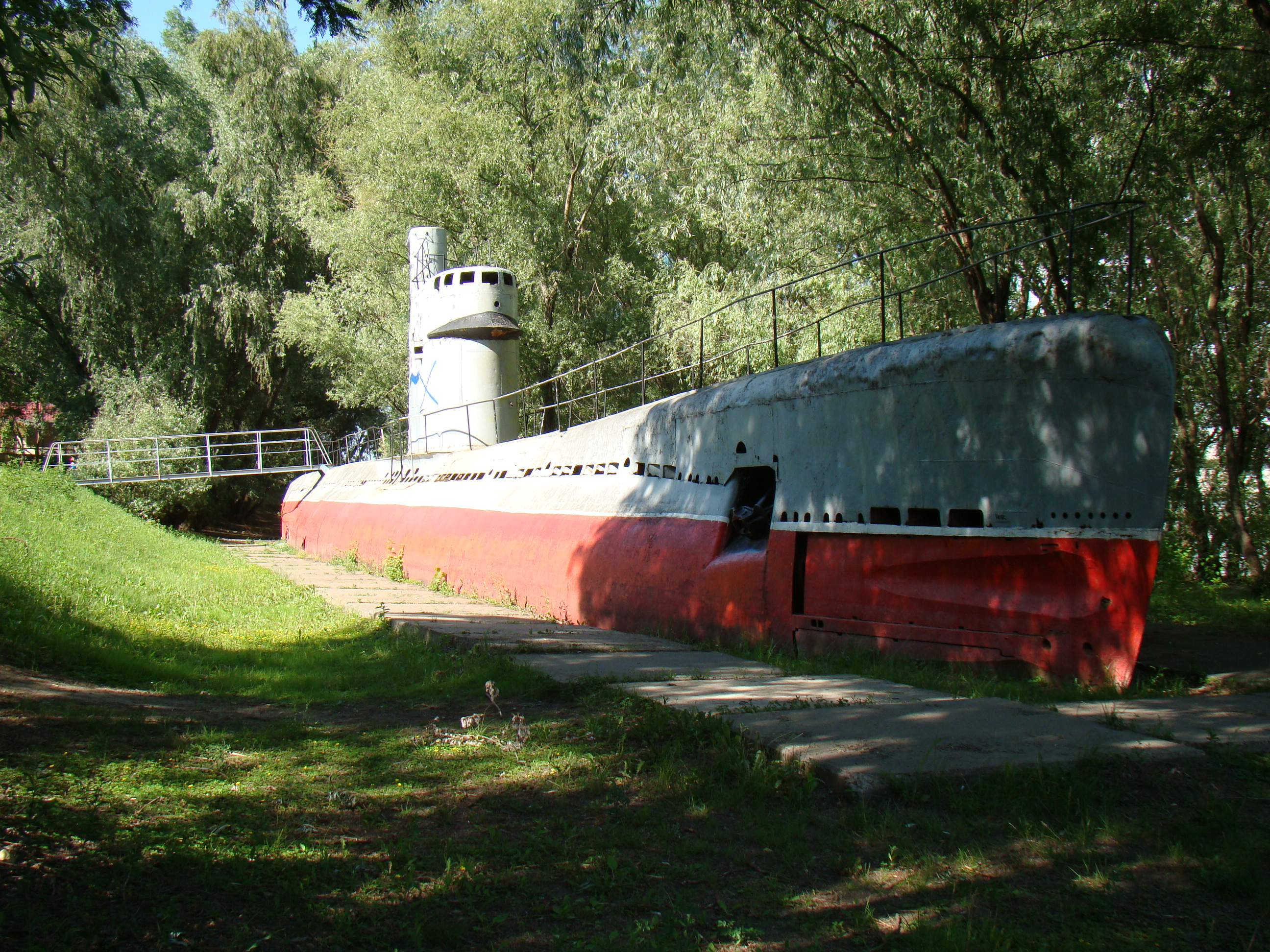
蘇聯615型潛艇M-261號

615型潛艇是前蘇聯於1952年至1957年建成的AIP動力潛艇，共有30艘下水，其北約代號是魁北克（Quebec），故又名「Q級潛艇」。

## 基本資料
- 水面排水量：460噸
- 水下排水量：540噸
- 全長：56米
- 全寛：5.1米
- 全高：3.8米
- 動力：一部900匹馬力柴油發動機（由液氧提供氧氣）+2俱700匹馬力一般柴油發動機+1俱電動機，三螺旋槳單方向舵
- 最快速度：18節（水面）/16節（水下）
- 航程：5090公里（水面）
- 最大潛深：140米
- 船員：33人
- 武裝：4俱533毫米口徑魚雷發射管

## 設計特點

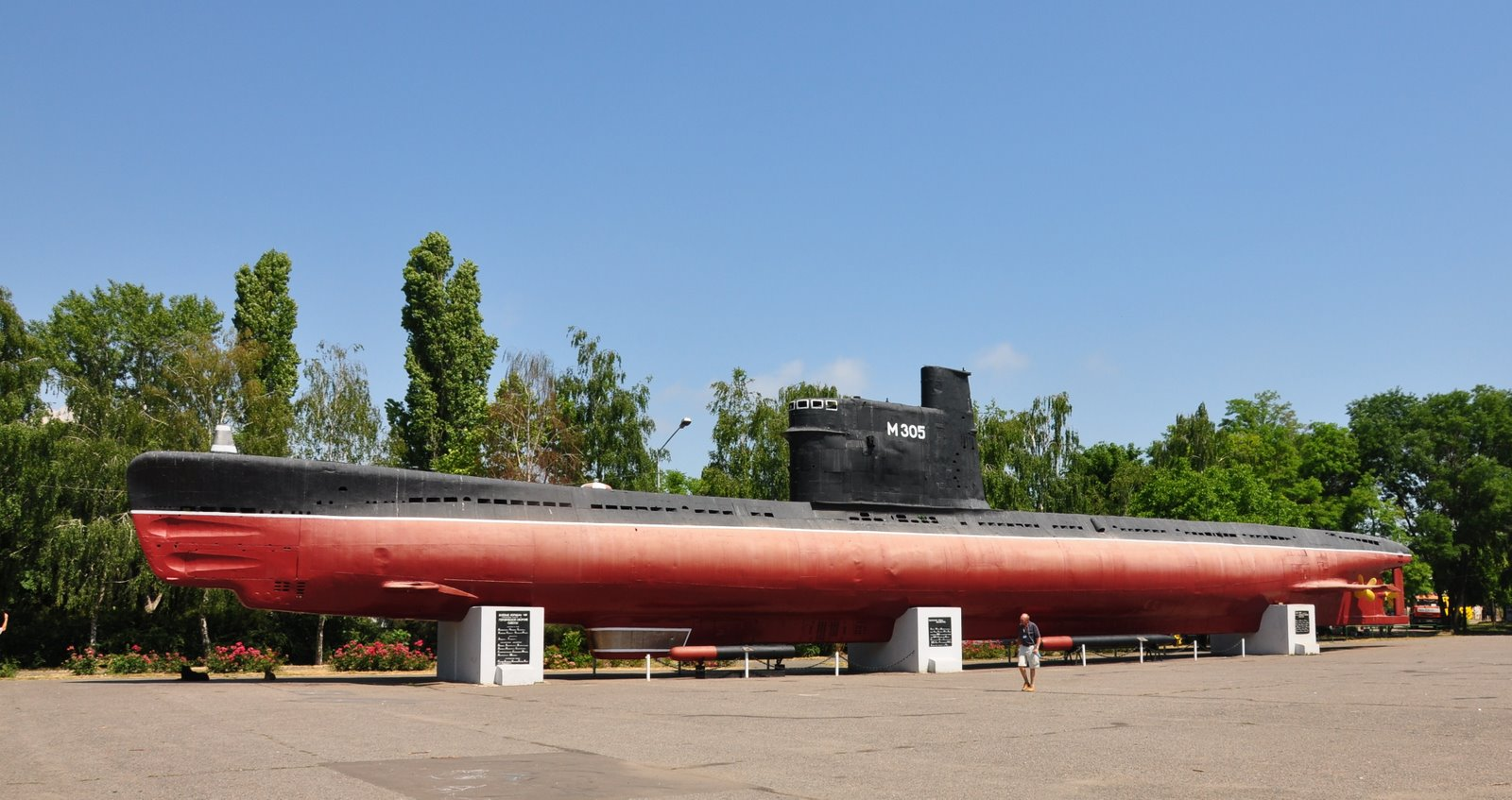
615型潛艇M-296號

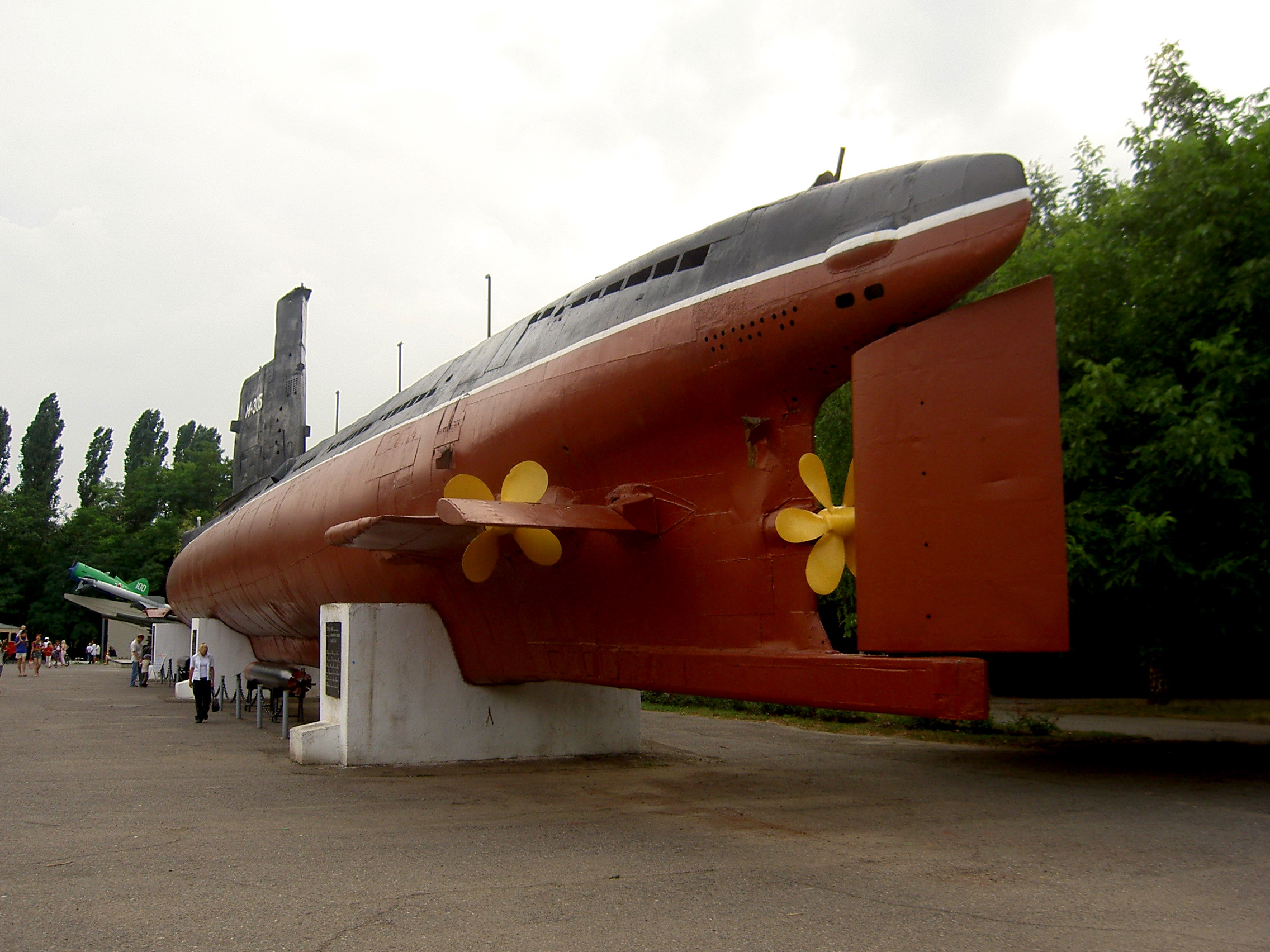
615型潛艇艇尾特寫相片，可見其三螺旋槳單方向舵

615型潛艇的艇身為典型的20世紀50年代的蘇聯潛艇，這和其他同年代的蘇聯潛艇型號（例如:W級潛艇）差不多無大分別，其最特別是動力系統是AIP也就是無需外界提供氧氣，這是沿自第二次世界大戰末期由德國人研究的科技，615型潛艇有一俱由液氧提供氧氣作為氧化劑和由氢氧化钙为二氧化碳吸收劑的閉合柴油發動機，這令615型潛艇在潛航時無需外界提供的氧氣，但這種動力系統由於有巨大的液氧儲存缸而會有爆炸的潛在危險，除此之外，615型潛艇也有一般柴電潛艇的柴油發動機和電動機。

## 服役使用
這30艘615型潛艇是作為蘇聯海軍的近岸潛艇使用，由於液氧的潛在爆炸危險而令M-256號潛艇沉沒，故615型潛艇在20世紀70年代已全部退役，現在祇有M-261號在俄羅斯克拉斯诺达尔和M-296號在烏克蘭敖德薩被放在陸上展出。

## 使用國家
- 苏联

## 外部連結
- Quebec class submarines (1950)（页面存档备份，存于）